# Banara brasiliensis
Banara brasiliensis é uma espécie de planta da família Salicaceae. É endémica para o Brasil.